# Tarentola annularis
Espèce
Synonymes
- Gecko annularis Geoffroy De Saint-Hilaire, 1827
- Gecko savignyi Audouin, 1827
- Gecko aegyptiacus Cuvier, 1829
- Tarentola senegalensis Boulenger, 1885
- Tarentola annularis quadricauda Tornier, 1905

Tarentola annularis est une espèce de geckos de la famille des Phyllodactylidae.

## Répartition
Cette espèce se rencontre dans la moitié Nord de l'Afrique. Sa présence est incertaine au Moyen-Orient. Elle a été introduite en Floride aux États-Unis.

## Description
Ce gecko est un nocturne arboricole, mais on constate malgré tout une activité le matin et le soir. Les coloris vont du gris clair au gris foncé, parfois même légèrement marron, et varient selon les lieux. Ils peuvent s'éclaircir ou s'assombrir au cours de la journée (il ressemble beaucoup à une autre espèce de ce genre, Tarentola mauritanica).
D'aspect trapu, d'une taille maximale de 15 cm pour les mâles, ils peuvent grimper sur toutes les surfaces grâce à leurs setae.

## Paramètres climatiques
Ce reptile vit dans un climat méditerranéen, avec des températures de 20 à 30 °C la journée, parfois plus, et de 15 à 20 °C la nuit. L'hiver est plus ou moins marqué selon les régions, mais en général plutôt clément. Dans ce climat, l'hygrométrie reste généralement faible.

## Comportement
Les mâles sont territoriaux et défendent leur territoire, en particulier en période de reproduction.

## Maturité
Ils sont adultes au bout de 18 mois mais peuvent parfois se reproduire la première année, au printemps suivant leur naissance.

## Dimorphisme sexuel
Les mâles ont une tête plus massive, sont généralement un peu plus longs, et la base de la queue est plus épaisse. Il est presque impossible de distinguer le sexe des jeunes avant leur maturité.

## Reproduction
La reproduction a lieu au printemps, au retour des températures plus élevées.

## Pontes
La femelle pond plusieurs séries de deux œufs (de 3 à 4) durant le printemps et l'été. Les œufs sont en général enterrés dans l'humus, dans un endroit protégé à l'abri du soleil et généralement légèrement humide.

## Incubation
Les œufs incubent et éclosent six à huit semaines après la ponte.

## Les petits
Les petits sont similaires aux adultes et mesurent environ 3 cm. Ils consomment (après leur première Mue (squamate)mue divers insectes de petite taille. Ils sont fréquemment la proie d'oiseaux, et parfois de reptiles adultes, y compris de leur propre espèce.

## Liste des sous-espèces
Selon The Reptile Database (14 février 2013) :
- Tarentola annularis annularis (Geoffroy De Saint-Hilaire, 1827)
- Tarentola annularis relicta Joger, 1984

## Publications originales
- Geoffroy Saint-Hilaire, 1827 : Reptiles in Savigny, 1827 : Description d’Égypte. Histoire Naturelle. Paris, vol. 1, p. 121-160 (texte intégral).
- Joger, 1984 : Taxonomische Revision der Gattung Tarentola (Reptilia: Gekkonidae). Bonner Zoologische Beiträge, vol. 35, no 1-3, p. 129-174 (texte intégral).